# Wodnichowate

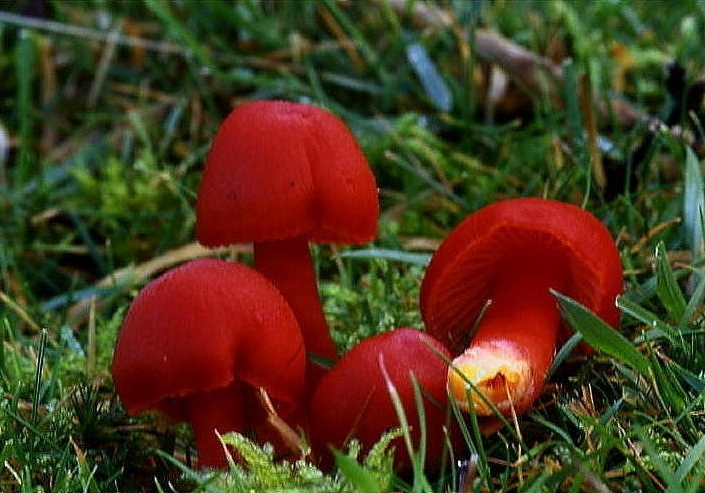
Wilgotnica szkarłatna

Wodnichowate (Hygrophoraceae Lotsy) – rodzina grzybów z rzędu pieczarkowców (Agaricales).

## Charakterystyka
Grzyby naziemne o mięsistym owocniku. Owocniki grzybów z tej rodziny często są jaskrawo zabarwione. Mają grube, rzadkie blaszki, sprawiające wrażenie woskowych. Wysyp zarodników biały.

## Systematyka
Pozycja w klasyfikacji: Hygrophoraceae, Agaricales, Agaricomycetidae, Agaricomycetes, Agaricomycotina, Basidiomycota, Fungi.
Według Index Fungorum bazującego na Dictionary of the Fungi do rodziny Hygrophoraceae należą rodzaje:
- Acantholichen P.M. Jørg. 1998
- Aeruginospora Höhn. 1908
- Ampulloclitocybe Redhead, Lutzoni, Moncalvo & Vilgalys 2002 – białolejkówka
- Aphroditeola Redhead & Manfr. Binder 2013
- Arrhenia Fr. 1849 – języczek
- Cantharellula Singer 1936 – pieprzniczka
- Cantharocybe H.E. Bigelow & A.H. Sm. 1973
- Chromosera Redhead, Ammirati & Norvell 1995 – złotopępówka
- Chrysomphalina Clémençon 1982 – pępnica
- Cora Fr. 1825
- Cuphophyllus (Donk) Bon 1985 – kopułka
- Cyphellostereum D.A. Reid 1965 – łopateczka
- Dichonema Blume & T. Nees 1826
- Dictyonema C. Agardh ex Kunth 1822
- Eonema Redhead, Lücking & Lawrey 2009
- Gliophorus Herink 1958 – wilgotniczka
- Haasiella Kotl. & Pouzar 1966 – pępniczka
- Humidicutis (Singer) Singer 1959
- Hygrocybe (Fr.) P. Kumm. 1871 – wilgotnica
- Hygrophorus Fr. 1836 – wodnicha
- Lichenomphalia Redhead, Lutzoni, Moncalvo & Vilgalys 2002 – pępkorostek
- Neohygrocybe Herink 1958
- Porpolomopsis Bresinsky 2008 – stożkownica
- Pseudoarmillariella (Singer) Singer 1956
- Spodocybe Z.M. He & Zhu L. Yang 2021

Polskie nazwy według Władysława Wojewodyr, Komisji ds. Nazewnictwa Grzybów i in.